# 寺谷一紀
寺谷 一紀（てらたに いちき、1964年5月7日 - ）は、日本のフリーアナウンサー、司会者、ラジオパーソナリティ、医療ジャーナリスト、実業家。
追手門学院大学客員教授、株式会社トービ代表取締役、高槻市文化スポーツ振興事業団理事。キャッチフレーズは「ナニワのアナウンサー」。

## 来歴・人物
大阪生まれ。船場の商家の家系に育ち、母親は元タカラジェンヌ。追手門学院小学校、ヴィアトール学園洛星中学・高等学校、大阪外国語大学(現：大阪大学外国語学部)イタリア語学科卒業。
中学・高校時代は、新聞局長として学校新聞編集の責を担い、写真撮影から取材、記事の執筆まですべてをまかされていた。大学時代は、海外テレビドラマ、特にSFやミステリー作品の魅力を紹介するミニコミ誌を創刊、学内外で販売していた。1987年、NHK入局。ディレクターとして、東京報道局特報部と大阪スペシャル番組部でのべ６年間、報道やドキュメンタリー番組などの企画制作に携わる。地元関西でバラエティー制作志望だったが、配属希望の人事面接の席で、人事部長に「東京の報道だけは行きたくない」と答えてしまい、前代未聞の皮肉なスタートとなった。
しかし、そんな東京では、同期入局のディレクターのなかで誰よりも早く全国ネットの企画を通し、大阪転勤後も、やはり同期のなかで初めて海外ロケに行くなど、個性的な活躍を評価されるが、大阪の千里ニュータウンを舞台にしたドキュメンタリーの制作中に、アナウンサーなど番組の伝え手にも地域に根差した皮膚感覚が不可欠であると痛感、自作自演を模索するようになる。1993年、自らの希望でアナウンサーに異例の転向。大津放送局と大阪放送局でのべ10年間、大型番組のリポーターや地域情報番組のキャスターなどを務める。「ひるどき日本列島」など全国ネットの大型番組で、NHKのアナウンサーとして初めて、タブー視されていた大阪弁を堂々と使い、80歳のおばあちゃんから届いたファンレターを機に、「ナニワのアナウンサー」を自称するようになる。「はるばると世界旅」では、東京以外のアナウンサーとして初めてリポーターに抜擢されエジプトへ。「関西テレビ丼」・「商店街しゃべくり紀行」や「ふれあい通り」では、企画から取材、リポート、編集まですべてをこなす自作自演のスタイルを確立した。
2002年、東京への転勤を辞退してNHKを退職、フリーとなる。同時に、関西ローカルのテレビワイドショー「三都ネットらぶかん」の総合司会や、ラジオ大阪「寺谷一紀の土曜はおまかせ」のパーソナリティーとして、月曜から土曜まで毎日出演。視聴者から「チャンネルを間違えたかと思った」という反響が多数寄せられた。自作自演のスタイルも継続しており、ラジオ関西の朝の情報ワイド番組「寺谷一紀のまいど!まいど!」では、10年以上にわたって、企画の立案からゲストのブッキングまで、制作も含めた業務を精力的にこなしている。また、医療ジャーナリストとして、「寺谷一紀の医療どぉーナル」や「医療知ろう」など、テレビやラジオの医療番組のキャスターを歴任。大手メディアが取り上げない、医療や福祉に関する情報を積極的に発信している。
アナウンサー活動と並行して、大学での教鞭も取っており、立命館大学ではメディアを目指す後進の育成にあたった。追手門学院大学では、社会学部の非常勤講師を経て客員教授に就任。社会学部や国際教養学部で、学生のプレゼンテーション能力の向上に努めている。コミュニケーションや医療、人権などをテーマにした講演も数多く行うほか、文筆家としても活動し、産経新聞社の夕刊に連載した「寺谷一紀が東京を蹴ったワケ」では、メディアの東京一極集中を痛烈に批判。作家の難波利三氏や講談師の故旭堂南陵氏などから高い評価を受けた。

## 制作番組

### NHK（ディレクター）
- NHKニュースワイド（NHK総合　全国ネット）
- NHKモーニングワイド（NHK総合　全国ネット）
- 発信基地615（NHK総合　関西ローカル）
- 関西経済ウィークリー（NHK総合　関西ローカル）
- アジアマンスリー（NHK総合　関西ローカル）
- サンデーワイドきんき（NHK総合　関西ローカル）
- にっぽん出会い旅　いつもさざなみが見える（NHK総合　全国ネット）
- にっぽんズームアップ　ニュータウンが老いてゆく（NHK総合　全国ネット）
- 列島ドキュメント　ひびけ心の歌声（NHK総合　全国ネット）

など

## 出演

### NHK
- おはよう日本（NHK総合　全国ネット）　リポーター
- おはよう関西（NHK総合　関西ローカル）　リポーター
- くらしのジャーナル（NHK総合　全国ネット）　リポーター
- イブニングネットワーク（NHK総合　関西ローカル）　リポーター
- ニュースパーク関西（NHK総合　関西ローカル）　リポーター
- ウイークエンド関西（NHK総合　関西ローカル）　キャスター
- ひるどき日本列島（NHK総合　全国ネット）　リポーター
- はるばると世界旅（NHK総合　全国ネット）　リポーター
- 堂々日本史（NHK総合　全国ネット）　リポーター
- 人間マップ（NHK総合　全国ネット）　ナレーター
- オモシロ学問人生（NHK総合　全国ネット）　ナレーター
- 生中継にっぽんの夜（NHK総合　全国ネット）　リポーター
- 関西テレビ丼（NHK総合　関西ローカル）　司会
- 商店街しゃべくり紀行（NHK総合　関西ローカル）　リポーター
- ふれあい通り（NHK総合　全国ネット）　リポーター
- 夕方５時です千客万来（NHK総合　関西ローカル）　司会
- とっておき関西（NHK総合　関西ローカル）　司会
- とっておき関西おひるまえ（NHK総合　関西ローカル）　司会
- かんさいスクエア（NHK総合　関西ローカル）　リポーター
- 競技かるた名人戦（NHKBS　全国ネット）　司会
- 天神祭り船渡御（NHK総合　関西ローカル）　司会・リポーター
- これが関西国際空港（NHK総合　全国ネット）　リポーター
- スクール五輪の書（NHK教育　全国ネット）　キャスター
- ソリトン関西シリーズ（NHK教育　全国ネット）　ナレーター
- ネットワークにっぽん（NHKラジオ第一　全国ネット）　パーソナリティー
- ラジオ深夜便（NHKラジオ第一　全国ネット）　インタビュアー

など

### フリーランス
- 三都ネットらぶかん（サンテレビ、KBS京都）　司会
- 寺谷一紀の土曜はおまかせ（ラジオ大阪）　パーソナリティー
- 寺谷一紀の彩友記（スカイA）　司会
- 寺谷一紀の医療どぉーナル（サンテレビ）　キャスター
- check it!（スカイA）　リポーター
- 寺谷一紀のまいど!まいど!（ラジオ関西）　パーソナリティー
- 寺谷一紀と!い・しょく・じゅう（ラジオ関西）　パーソナリティー
- 寺谷一紀のケンコー法師（ラジオ関西）　パーソナリティー
- 寺谷一紀の千里の道は世界へ通ず（エフエム千里）　パーソナリティー
- ハッピードリーム～歌の贈りもの～（ラジオ関西）　司会
- 明日への道しるべ（ラジオ関西）　司会
- ヒルドキッ!サタデー（エフエム五條）　パーソナリティー
- 聴く医療（ラジオ関西）　司会

など

## 著作・連載
- 『ぼくがナニワのアナウンサー』（西日本出版）
- 『寺谷一紀の医療どぉーナル』（旬報社）
- 『寺谷一紀が東京を蹴ったワケ』（産経新聞）
- 『ニュースロータリー』（月刊ニューライフ）

など

## 舞台
- ナニワのアナウンサー寺谷一紀の朗読エンターテイメント（メイシアター）
- なにわなくともなにわの話芸（フレンテホール）

など